# Железнодорожный транспорт Мексики

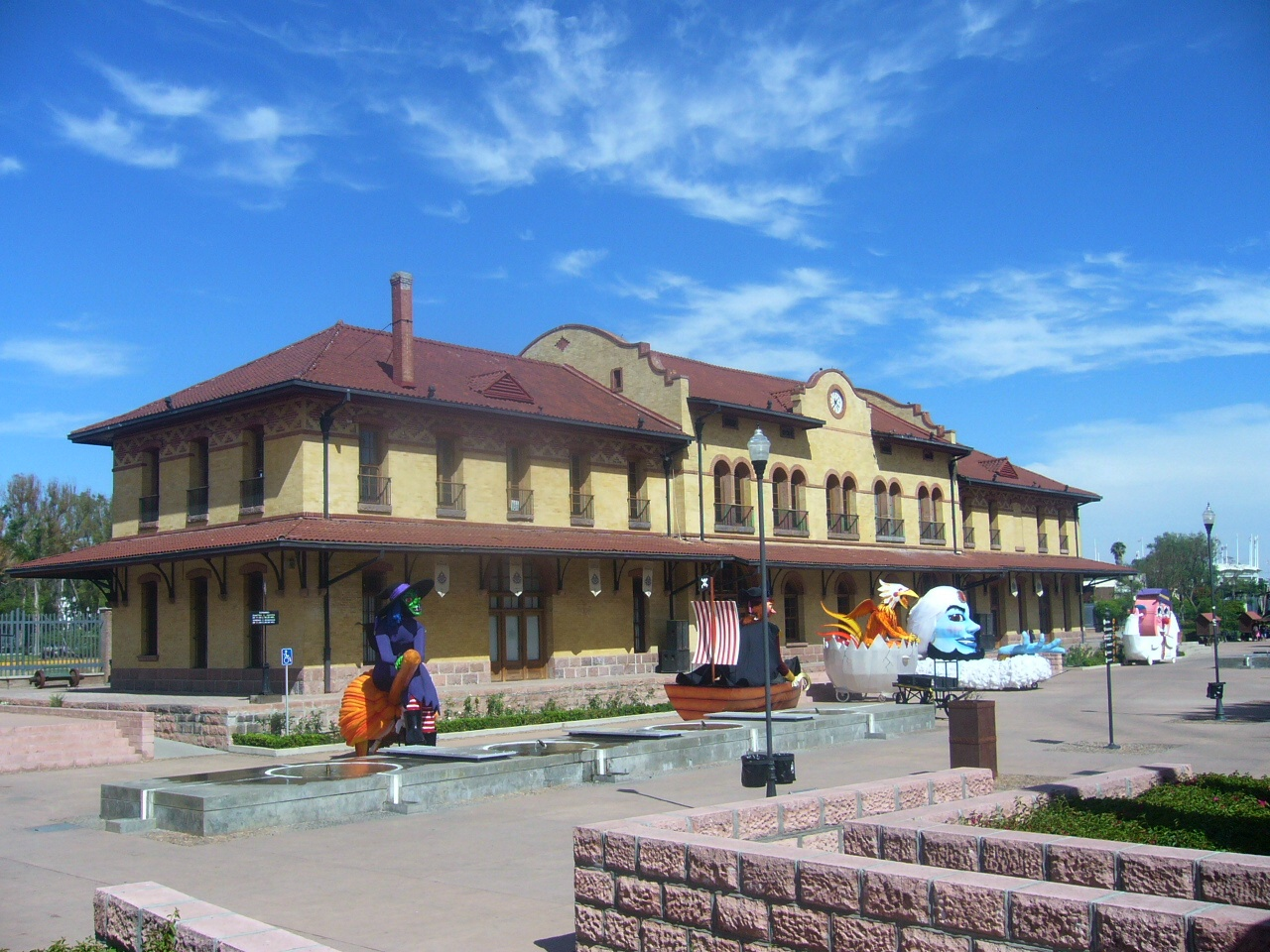
Бывший Железнодорожный Вокзал, Агуаскальентес, Мексика.

В Мексике существует государственная грузовая железнодорожная система, эксплуатируемая различными организациями в соответствии с концессиями (хартиями), предоставленными правительством. Железнодорожная система обеспечивает грузовые и пассажирские перевозки по всей стране (большая часть услуг ориентирована на грузовые перевозки), соединяя крупные промышленные центры с портами и железнодорожным сообщением на границе с Соединёнными Штатами. Пассажирские железнодорожные перевозки были ограничены рядом туристических поездов с 1997 года, в котором деятельность железнодорожной компании Ferrocarriles Nacionales de México была приостановлена, до 2008 года, когда Пригородная железная дорога столичного района Мексики открыла первое пригородное железнодорожное сообщение в Мексике между городом Мехико и штатом Мехико. Всё это не включает метрополитен Мехико, который начал работать в 1969 году.

## История

### Строительство

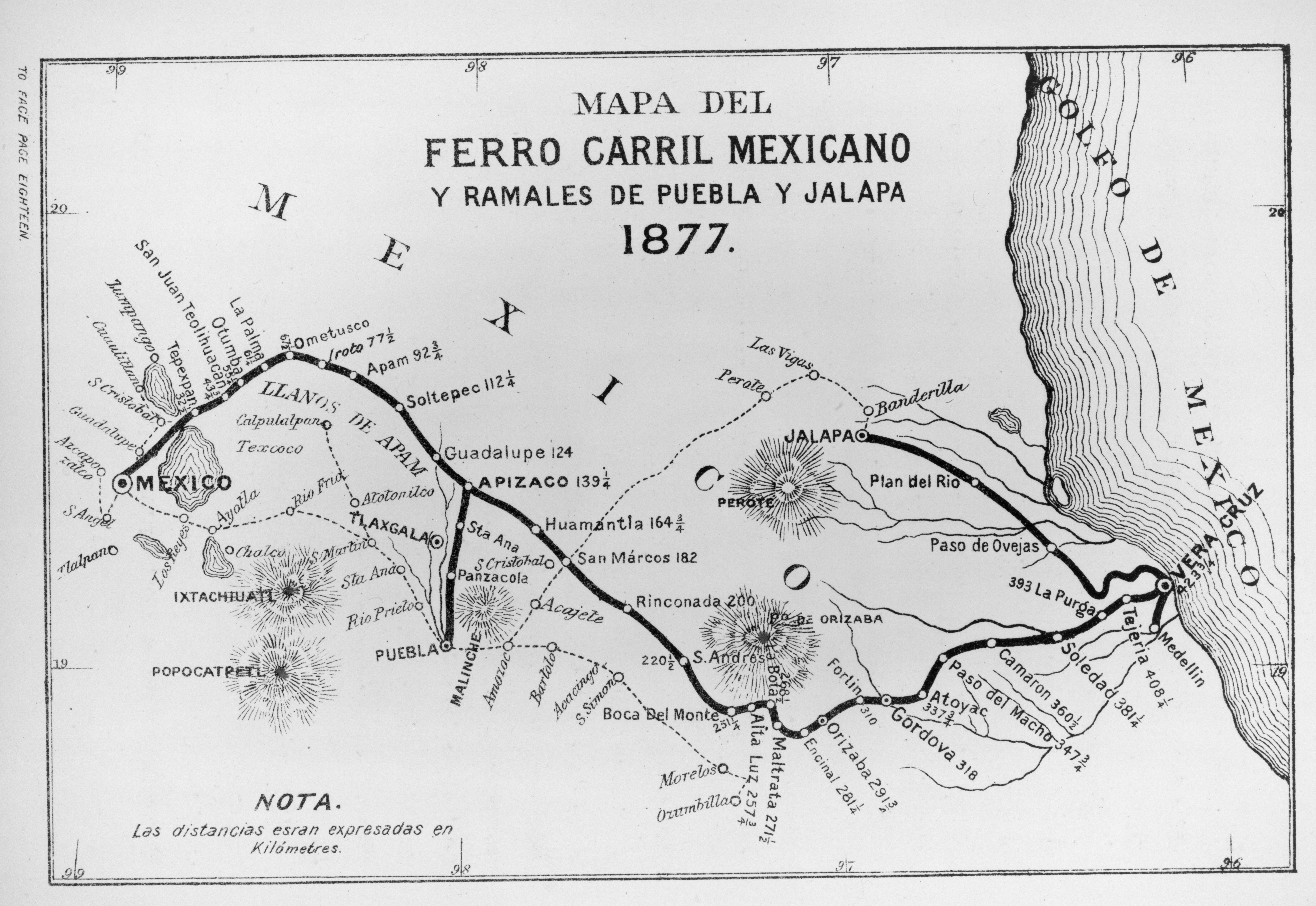
Карта первой мексиканской железнодорожной линии между Веракрусом и Мехико.

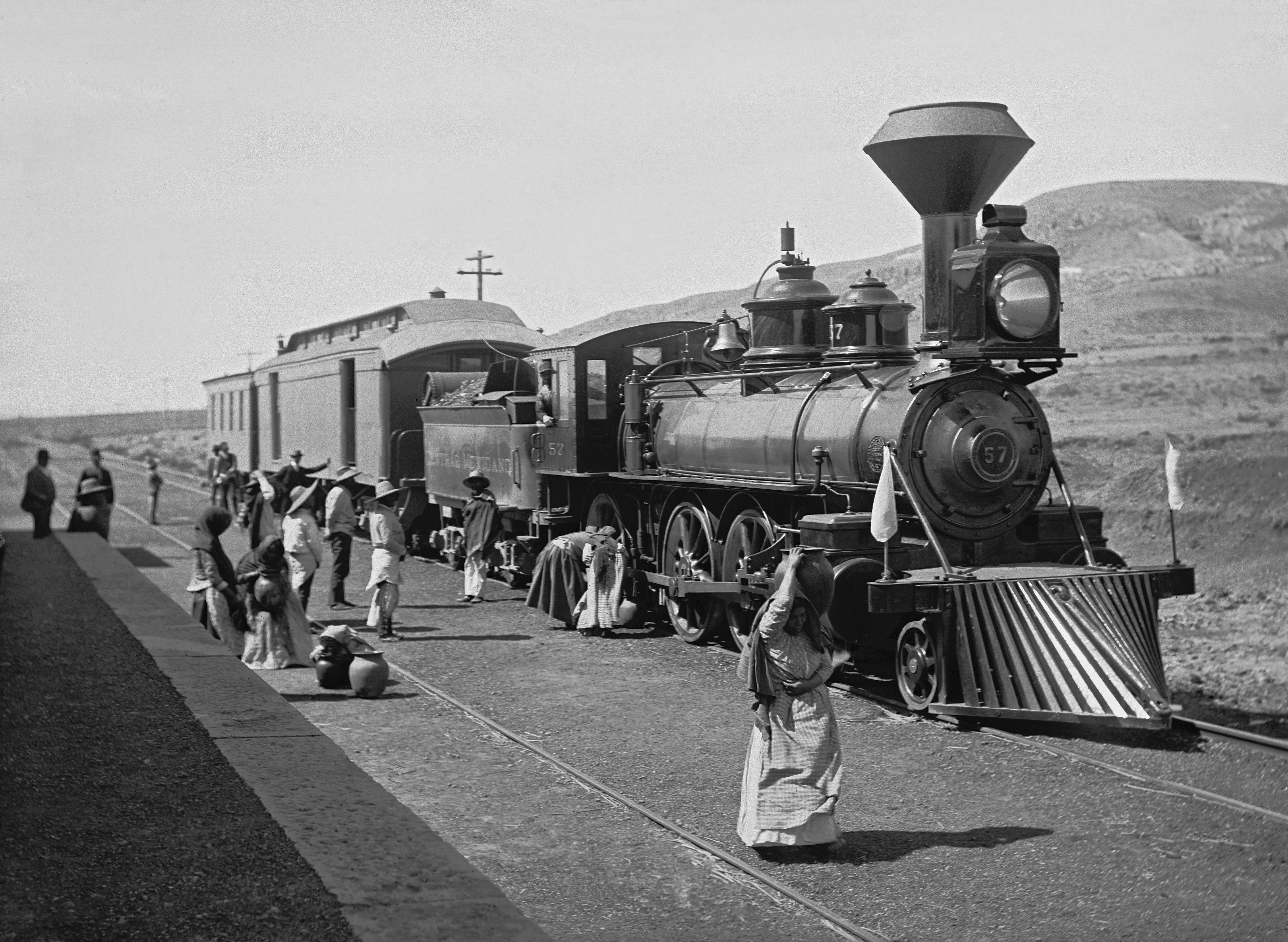
Поезд Центральной мексиканской железной дороги на вокзале, Мексика.

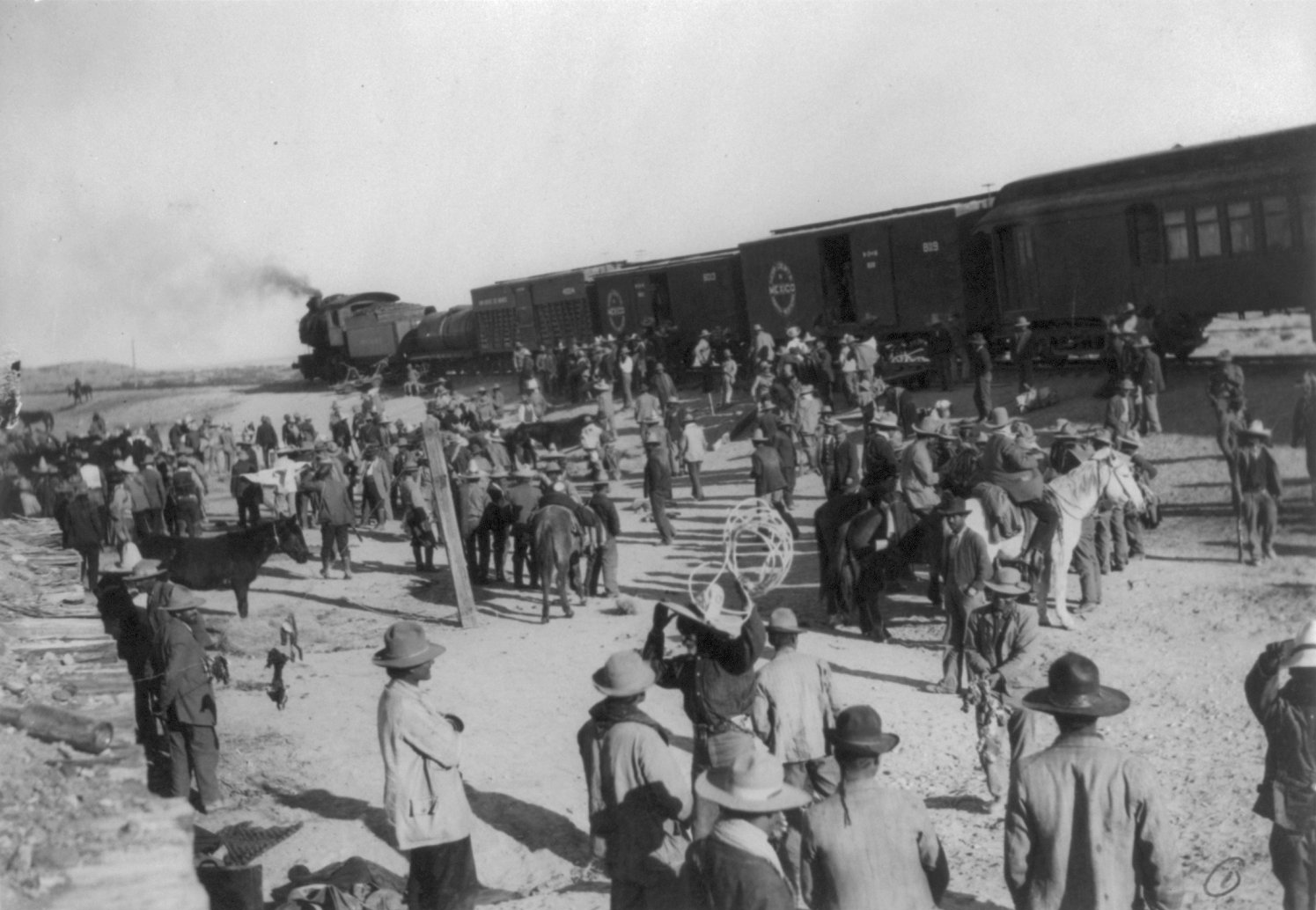
Солдаты-повстанцы передвигались по железной дороге во время Мексиканской революции

История железных дорог Мексики началась в 1837 году с предоставления концессии на строительство железной дороги между Веракрусом, на берегу Мексиканского залива, и Мехико. Однако в рамках этого концессионного соглашения не было построено ни одной железной дороги.
В 1857 году Дон Антонио Эскандон получил право на строительство линии от порта Веракруса до Мехико и далее до Тихого океана. Революция и политическая нестабильность препятствовали прогрессу в финансировании или строительстве линии до 1864 года, в котором при правлении императора Максимилиана Императорская мексиканская железнодорожная компания начала строительство линии. Политические потрясения продолжали сдерживать прогресс, и первый участок от Веракруса до Мехико был открыт девять лет спустя, 1 января 1873 года президентом Себастьяном Лердо де Техадой.
Президент Лердо и его преемник Порфирио Диас поощряли дальнейшее развитие железных дорог посредством предоставления щедрых концессий, включая государственные субсидии на строительство. В начале своего первого срока Диас унаследовал 398 миль (640,5 км) железных дорог, состоящих почти полностью из принадлежащей британцам мексиканской железной дороги. К концу его второго срока в 1910 году Мексика могла похвастаться 15 360 милями (24 720 км) эксплуатируемой трассы, в основном построенной американскими, британскими и французскими инвесторами.
С самого начала железнодорожная сеть значительно расширилась, связав многие части страны, ранее изолированные. Межокеанская железная дорога связывала Мехико с портом Веракруса; Монтеррейская и Мексиканская железные дороги связывали этот северный город с портом Тампико на побережье Мексиканского залива; Южно-тихоокеанская железная дорога Мексики связывала города западного побережья от Гуаймаса до Масатлана; Сонорская железная дорога связывала Ногалес с портом Гуаймаса; а мексиканская Центральная железная дорога проходила на север до границы с США в Эль-Пасо, штат Техас. Британцы вложили £7,4 млн в железные дороги в 1880-х годах, увеличив сумму до £53,4 млн в 1910-х годах. Общий объём новых инвестиций в горнодобывающую промышленность за десятилетие вырос с £1,3 млн в 1880-х годах до £11,6 млн в 1910-х годах. Инвестиции в землю и другие объекты недвижимости выросли почти с нуля в 1880-х годах до £19,7 млн в 1910-х годах. Британцы вложили £7,4 млн в железные дороги в течение десятилетия 1880-х годов, увеличив сумму вложений до £53,4 млн в 1910-х годах. Общий объём новых инвестиций в горнодобывающую промышленность за десятилетие вырос с £1,3 млн в 1880-х годах до £11,6 млн в 1910-х годах. Инвестиции в землю и другие объекты недвижимости выросли почти с нуля в 1880-х годах до £19,7 млн в 1910-х годах. Общая сумма достигла £135 миллионов, почти столько же, сколько в Соединённых Штатах.
Растущий в Мексике националистический пыл привёл администрацию Диаса к тому, что она взяла под государственный контроль большую часть железных дорог страны на основании плана, разработанного министром финансов Хосе Ивесом Лимантуром. План, реализованный в 1909 году, создал новую государственную железнодорожную корпорацию Ferrocarriles Nacionales de México (FNM), которая должна была осуществлять наблюдение за основными магистральными железнодорожными линиями через контрольный пакет акций.

### Национализация
Железнодорожная система сильно пострадала от заброшенности в период Мексиканской революции. После революции вся мексиканская железнодорожная система была национализирована в 1929—1937 годах. В 1987 году правительство объединило пять своих региональных железных дорог в компанию FNM. В более поздний период национальной собственности FNM испытывала значительные финансовые трудности, столкнувшись с операционным дефицитом в размере 552 млн долларов (37 процентов ее операционного бюджета) в 1991 году. Конкуренция со стороны грузовых перевозок и судоходства снизила долю железных дорог в общем рынке грузовых перевозок примерно до 9 процентов, или около половины доли железных дорог десятилетием ранее.

### Приватизация

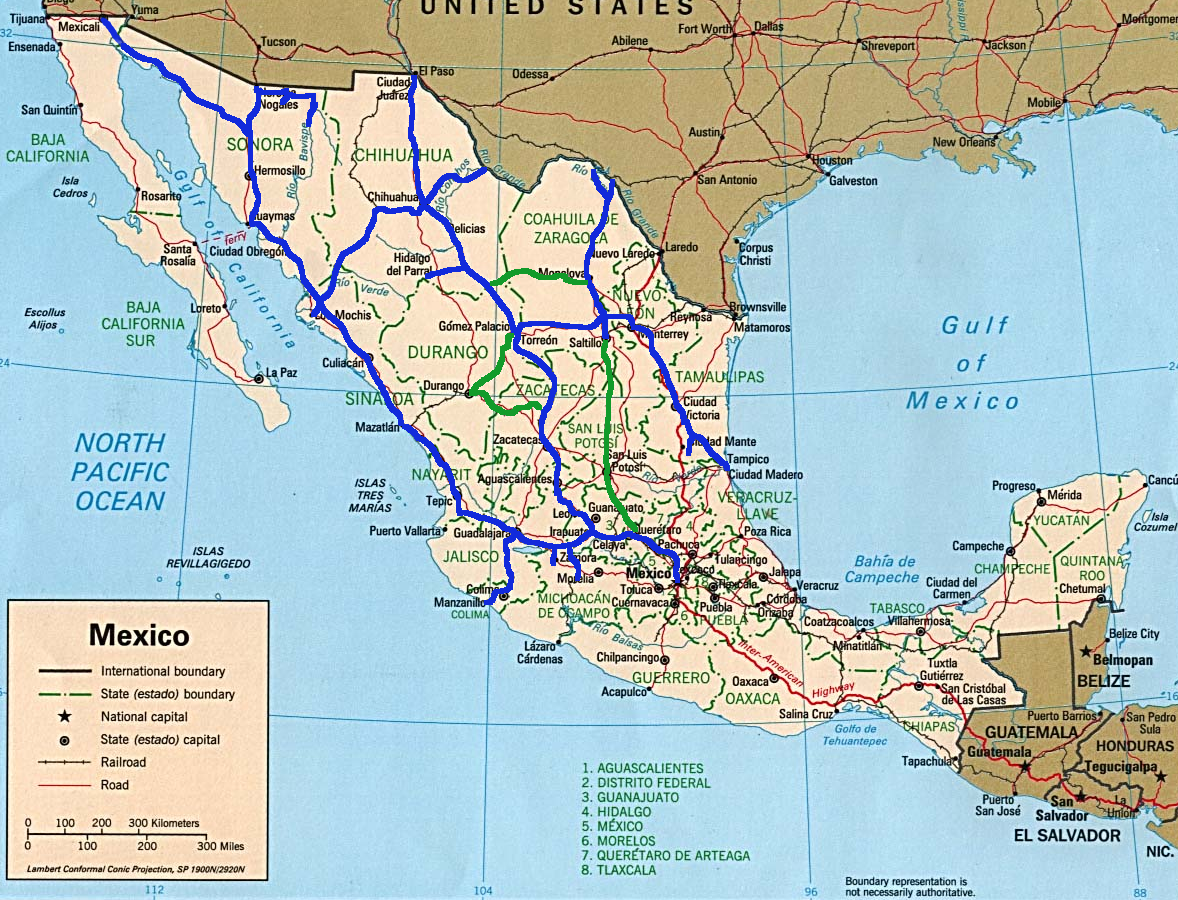
Карта системы Ferrocarril Mexicano.

В 1995 году правительство Мексики объявило, что FNM будет приватизирована и разделена на четыре основные системы. В рамках реструктуризации для приватизации FNM приостановила пассажирское транспортное сообщение в 1997 году.

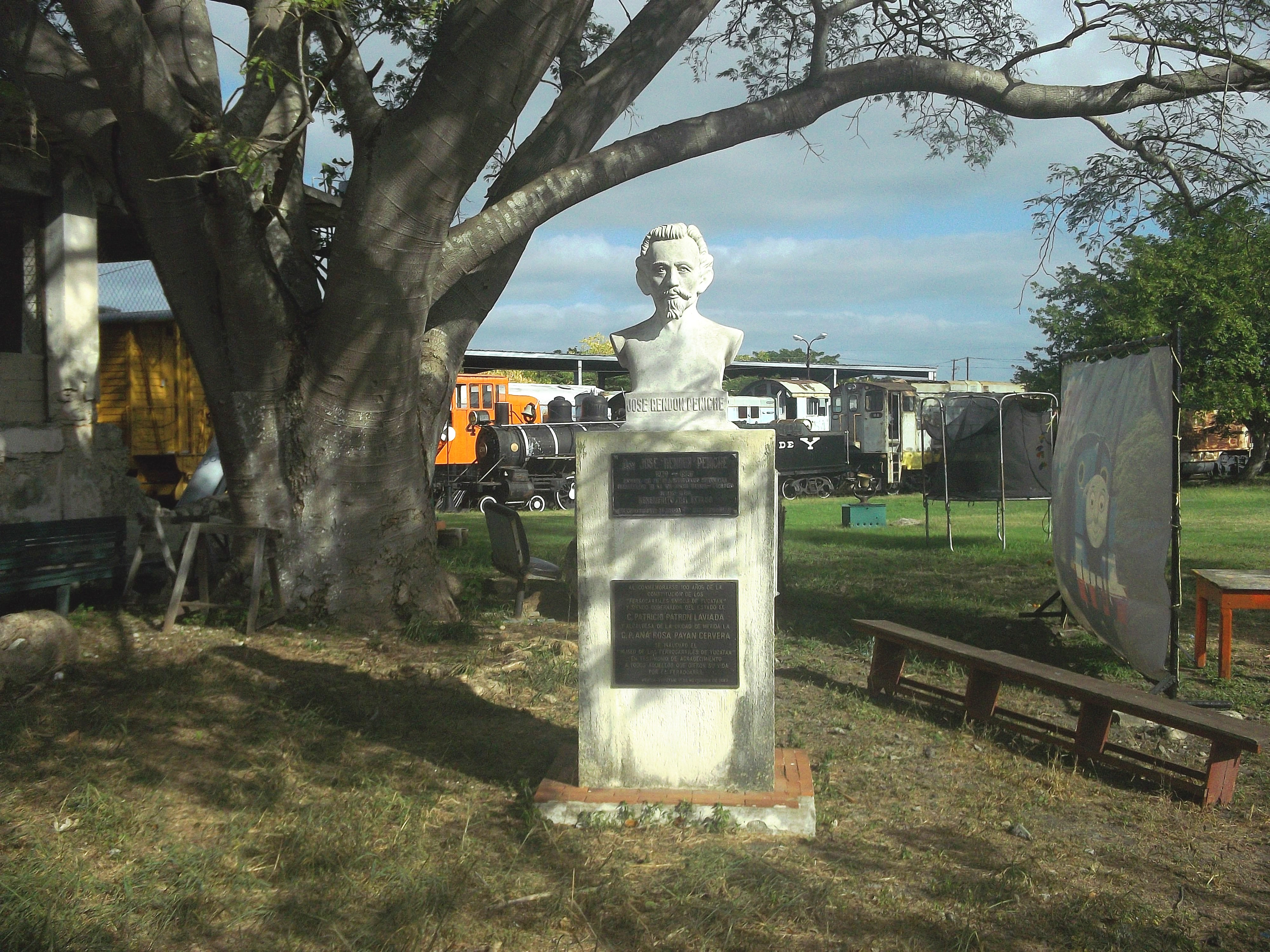
Бюст Хосе Рендона Пенише, который занимался строительством, а затем отвечал за общее направление первой железной дороги Юкатан, маршрут Мерида-Прогресо.

В 1996 году транспортная компания Kansas City Southern (KCS) в рамках совместного предприятия с Transportacion Maritima Mexicana (TMM) купила Северо-Восточную железнодорожную концессию, которая связывала Мехико, Монтеррей, Тихоокеанский порт в Ласаро-Карденасе и пограничный переход в Ларедо. Первоначально компания называлась Transportación Ferroviaria Mexicana (TFM), но в 2005 году была переименована в Kansas City Southern de México (KCSM), когда KCS выкупила долю TMM. Системы KCS в Соединённых Штатах и Мексике совместно образуют железнодорожную систему, соединяющую центральные районы Мексики и Соединённых Штатов.
Северо-Западная железнодорожная концессия, соединяющая Мехико и Гвадалахару с Тихоокеанским портом Мансанильо и различными переходами вдоль границы Соединённых Штатов, была продана совместному проекту компании Grupo Mexico и Union Pacific Railroad в 1998 году во время президентства Эрнесто Седильо (который позже занял должность в Совете директоров Union Pacific). Компания осуществляет свою деятельность как Ferrocarril Mexicano или Ferromex. Объемы грузоперевозок Ferromex увеличились, за первые 6 месяцев 2010 года компания перевезла рекордные 22 365 млн тонно-километров грузов. Кроме того, железная дорога Ferrosur, обслуживающая Мехико и города/порты к юго-востоку от Мехико, перевезла свои рекордные 3,565 млн тонно-километров.
В 2000 году были объединены две южные концессии, образовавшие Ferrosur. Ferrosur управляет линией между Мехико и портом Мексиканского залива Веракруса. В 2005 году Ferrosur купила материнская компания Ferromex. KCSM оспорила это приобретение, и объединение не получило одобрения управляющих органов. Однако в марте 2011 года суд вынес решение в пользу Grupo Mexico, и присоединение было разрешено.
Три крупные мексиканские железные дороги совместно владеют компанией Ferrocarril y Terminal del Valle de México (Ferrovalle), которая управляет железными дорогами и терминалами в Мехико и его окрестностях.

### Скоростная железная дорога
В 2006 году Министерство связи и транспорта Мексики предложило провести высокоскоростную железнодорожную линию, что позволило бы перевозить пассажиров из Мехико в Гвадалахару, Халиско, с остановками в городах Сантьяго-де-Керетаро, Гуанахуато, Леон и Ирапуато; а также линию, соединяющую портовый город Мансанильо с Агуаскальентесом. Поезд должен был двигаться со скоростью 300 км/ч и позволять пассажирам добраться из Мехико в Гвадалахару всего за 2 часа по доступной цене(та же поездка по автотрассе продлится 7 часов). Эта сеть также была бы подключена к таким городам и штатам, как Монтеррей, Чильпансинго, Куэрнавака, Толука, Пуэбла, Тихуана, Эрмосильо, Кордова, Веракрус, Оахака, Колима, Сакатекас, Торреон, Чиуауа, Сан-Луис-Потоси, Мехикали, Сальтильо и Акапулько к 2015 году. Мексиканский миллиардер Карлос Слим выразил заинтересованность в инвестировании в высокоскоростные железные дороги.
Планы строительства высокоскоростной железной дороги отменились. (Ноябрь 2015)

### Возрождение обслуживания пассажиров
Президент Энрике Пенья Ньето предложил вернуть к обслуживанию междугородние поезда, среди предлагаемых проектов — Мехико-Толука (строительство началось 7 июля 2014 года), полуостровной поезд (Юкатан-Ривьера Майя), скоростной поезд Мексика-Керетаро, строительство которого начато в октябре 2014 года и который будет функционировать со скоростью до 300 км/ч (с продолжением до Гвадалахары) и Пуэбла-Тласкала-Мехико. 3 ноября 2014 года Строительная корпорация China Railways, связанная с Prodemex, Teya и GHP, выиграла контракт на строительство высокоскоростного поезда Мехико-Керетаро. Ориентировочная стоимость проекта составляет около 4 миллиардов долларов, он должен быть завершен к концу 2017 года и полностью введен в эксплуатацию к весне 2018 года. Однако Мексика отменила контракт через четыре дня из-за сомнений в ходе торгов. В 2015 году Мексика открыла новый аукцион, который был снова отменён. Таким образом, Мексика могла бы возместить Китайской железнодорожной строительной корпорации $1,31 млн.
Новоизбранный президент Андрес Мануэль Лопес Обрадор объявил о плане строительства туристической и грузовой железной дороги на полуострове Юкатан стоимостью 7,4 миллиарда долларов США в сентябре 2018 года. Проект, названный поездом Майя, стартовал в декабре 2018 года и соединяет Паленке с Канкуном, но остаётся спорным среди экологов и активистов по защите прав коренных народов.

## Железные дороги

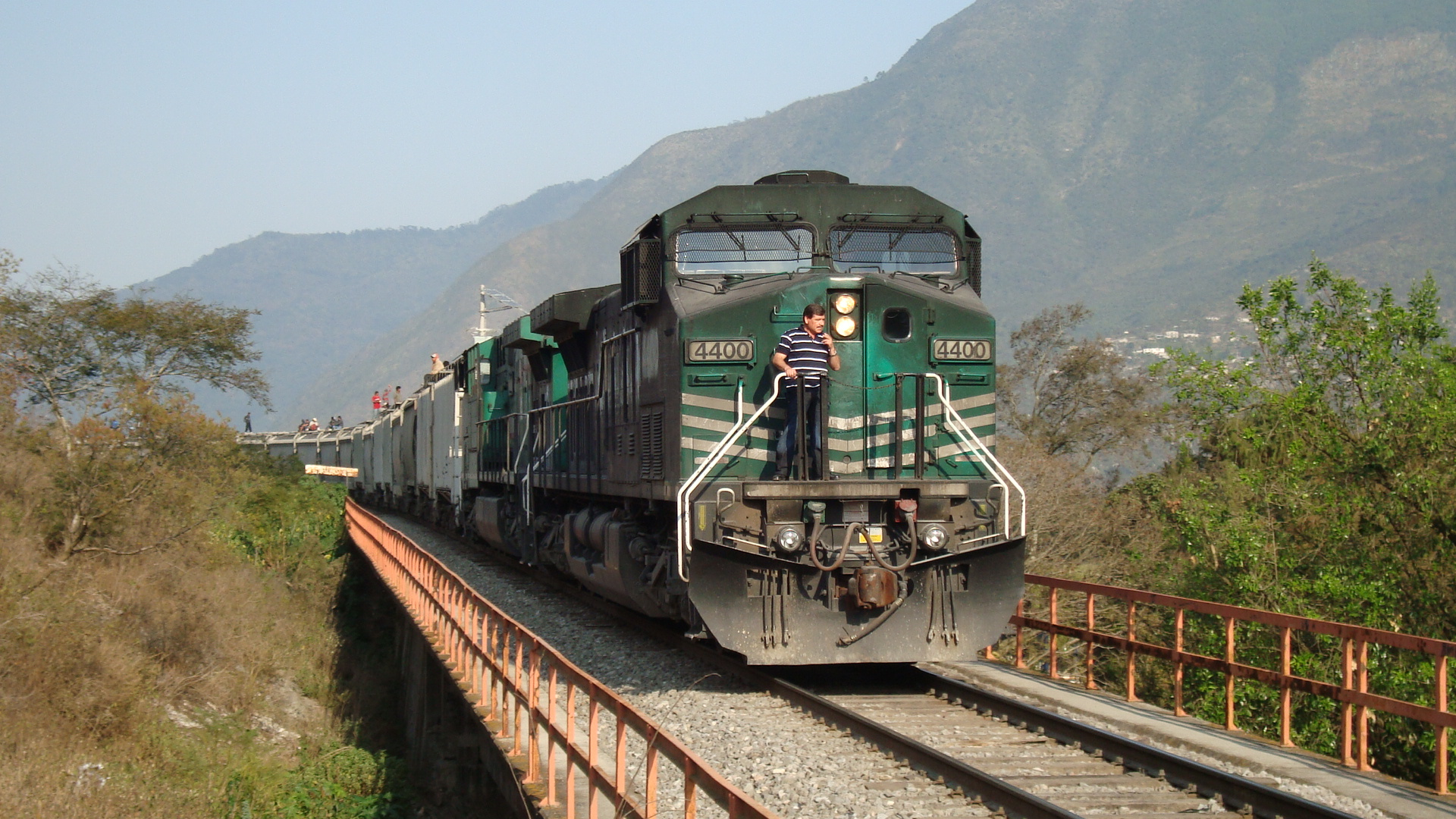
Поезд компании Ferrosur в Веракрусе

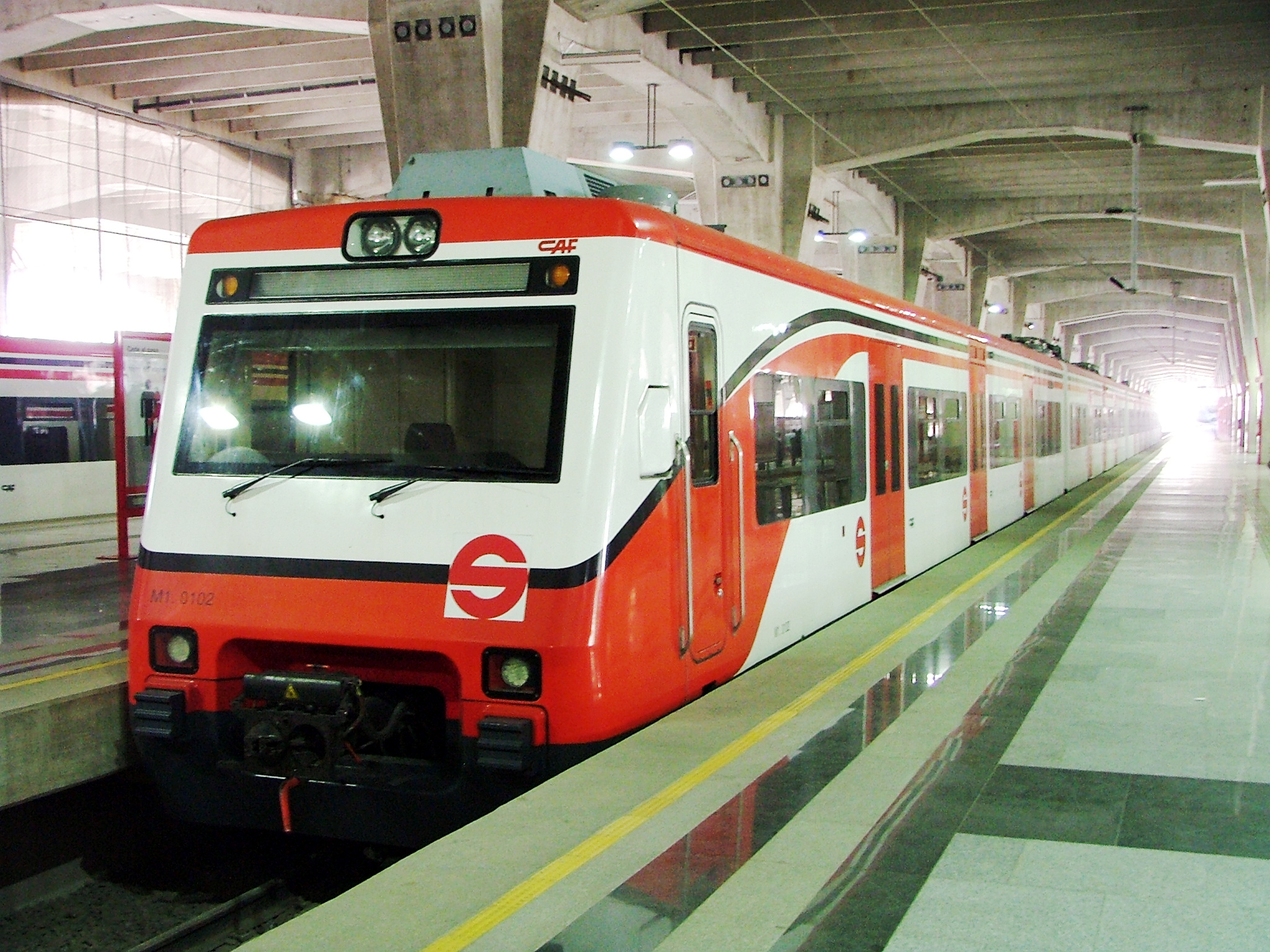
Пригородный железнодорожный поезд в Мехико на железнодорожном вокзале Буэнависта.

Основные грузовые железные дороги класса I в Мексике включают в себя:
- Ferromex (FXE)
- Kansas City Southern de México (KCSM)

Короткие железнодорожные линии включают в себя:
- Baja California Railroad (BJRR)
- Ferrocarriles Chiapas-Mayab (FCCM)
- Ferrocarril y Terminal del Valle de México (Ferrovalle)
- Ferrosur (FSRR)
- Línea Coahuila Durango (LFCD)
- Ferrocarril Transístmico

Пассажирские железнодорожные линии включают в себя:
- Ferrocarril Chihuahua al Pacífico, туристический поезд, идущий через Медный Каньон
- Текила Экспресс, туристический поезд, идущий из Гвадалахары, штат Халиско, на завод по производству текилы в Аматитане.
- Tren Suburbano (пригородная железнодорожная система в районе метро Мехико)
- Пригородная железная дорога Толука-Мехико (строится)

### Общественный транспорт
Городские железнодорожные транспортные системы в Мексике включают четыре легкорельсовые или скоростные (метрополитен) железнодорожные системы:  Гвадалахарский метрополитен, метро Мехико, линию легкорельсового транспорта Хочимилько (в Мехико) и метро Монтеррея. В 2017 году в городе Пуэбла открылась пятая система легкорельсового транспорта.

## Музеи
В Мексике есть несколько железнодорожных музеев, в том числе: железнодорожный музей в Сан-Луис-Потоси, музей старого железнодорожного вокзала в Агуаскальентесе; старая станция вдоль Межокеанской железной дороги Мексики в Куаутле, штат Морелос, которая служит музеем; музей Лас-Феррокарильес-Эн-Юкатан находится в Мериде, штат Юкатан; и Национальный железнодорожный музей в Пуэбле.

## Железнодорожная связь с соседними странами
- Соединённые Штаты — только грузоперевозка — стандартная колея 1,435 мм (4 фута 8 1⁄2 дюйма)
- Гватемала — в Сьюдад-Текун-Умане, — разрыв колеи 1435 мм (4 фута 8 1⁄2 дюйма) стандартная колея / 914 мм (3 фута) (восстановлена в 2019 году[18])